# Liste der Monuments historiques in Dieppe-sous-Douaumont
Die Liste der Monuments historiques in Dieppe-sous-Douaumont führt die Monuments historiques in der französischen Gemeinde Dieppe-sous-Douaumont auf.

## Liste der Objekte
| Bezeichnung  | Beschreibung                                                                                                   | Standort                                  | Kennzeichnung | Schutzstatus | Datum | Bild |
| ------------ | --- | ----------------------------------------- | ------------- | ------------ | ----- | ---- |
| Weißer Ornat | Kasel, Stola, Manipel, Bursa und Kelchvelum; Seide, bestickt, vor 1789; im Kathedralschatz in Verdun deponiert | in der Kirche St-Pierre-et-St-Paul (Lage) | PM55001813    | Inscrit      | 1992  |      |